# 木の芽田楽
木の芽田楽（きのめでんがく）は、木の芽味噌を豆腐に塗り、火にあぶった料理である。

## 作り方
作り方は、まず豆腐1丁を20個くらいに、薄めの末広形に、切る。簀（す）に乾布巾を広げ、豆腐を並べ、乾布巾をかぶせ、鍋蓋などで圧して水分を切り、串に刺す。串は青竹の皮付きが趣があり、手元が1本、先で2本に割れたものを、先を開いて横に刺す。両面に胡麻油を刷いて塗り、焦がさないように手早く火を通し、片面に木の芽味噌を塗って再び火にかけ、味噌が少し乾いた頃に串刺しのまま熱いうちに供する。
大盤に湯をたたえ、豆腐を角のまま入れ、切るのも串に刺すのも湯の中ですればやわらかい豆腐でも壊れ落ちる憂いがなく、湯から引き上げてすぐに火にかけるという口伝があるという。
木の芽田楽には、菜飯が付き物であり、花見茶屋などの店頭には、「なめしでんがく」という染め抜きの幟が立てられた。